# Metropolis (videogioco 1987)
Metropolis è un videogioco di avventura dinamica pubblicato nel 1987 per PC IBM compatibile (PC booter) dalla Melbourne House/Mastertronic. Il protagonista è un agente di sicurezza di una città futuristica, incaricato di risolvere alcuni crimini. Il gioco è basato in buona parte sulle conversazioni con altri personaggi, con input testuale da parte del giocatore, ed è dotato di rudimentale voce digitalizzata realizzata con il PC speaker.
Erano previste versioni anche per Amiga e Atari ST, di cui però non si ha notizia.